# Ledebouriella multiflora
Ledebouriella multiflora är en växtart som är ensam art i släktet Ledebouriella i familjen flockblommiga växter.
Arten förekommer i Kazakstan. Den beskrevs först som Rumia multiflora av Carl Friedrich von Ledebour 1844, och fick sitt nu gällande namn av Hermann Wolff 1910.